# Siamodon
Siamodon (лат.) — род птицетазовых динозавров из группы игуанодонтов, живших в течение нижнего мела (около 125—112 млн лет назад) в районе нынешнего Таиланда. Типовой и единственный вид — Siamodon nimngami.
Таксон назвали и описали в 2011 году Eric Buffetaut и Varavudh Suteethorn. Родовое название составлено из старого названия Таиланда (Сиам) и -odon (от греческого «зуб»). Голотип PRC-4 найден в формации Khok Kruat, относящейся к аптскому веку. Он представляет собой левую часть верхней челюсти длиной 23 см. Есть также две другие находки: PRC-5 — зуб из верхней челюсти, и PRC-6 — череп. Окаменелости были найдены во время раскопок в период между 2007 и 2010 годами.
Siamodon может быть отнесён к надсемейству Hadrosauroidea из-за некого сходства с Probactrosaurus. Род стал дополнением к уже длинному списку известных таксонов ранних игуанодонтов Азии, относящихся к концу раннего мела. Находка является ещё одним свидетельством, что последние были широко распространены в Азии и уже после этого расселились в другие части света.